# Port lotniczy Pakokku
Port lotniczy Pakokku (IATA: PKK, ICAO: VYPU) – port lotniczy położony w Pakokku, w prowincji Magwe, w Birmie.